# Diaforètic
Un diaforètic és aquell medicament o substància que provoca diaforesi, és a dir, activa la perspiració. En el món vegetal, tenen acció diaforètica la til·la (tell de fulla gran), el càlam (botànica), el canyeller i la galega.